# Vivi Wahlström
Vivi Lilja Wahlström (* 19. November 2001 in Helsinki) ist eine finnische Schauspielerin.

## Biografie
Vivi Wahlström ist die Tochter des Schauspielers und Regisseurs Toni Wahlström. Ihr Großvater Raimo Wahlström ist ebenfalls Schauspieler. Ihr Debüt gab sie 2002 in dem Film Kymmenen riivinrautaa. Anschließend war sie 2015 in Big Bang! zu sehen. 
Seit 2016 spielt die in der Fernsehserie Salatut elämät mit. Von 2018 bis 2019 bekam sie in Kämppä tyhjänä die Hauptrolle.  Außerdem wurde sie 2019 für die Serie Pihlajasatu gecastet. Im selben Jahr trat Wahlström in Tuuliranta auf.

## Filmografie
Filme
- 2002: Kymmenen riivinrautaa

Serien
- 2015: Big Bang!
- seit 2016: Salatut elämät
- 2018–2019: Kämppä tyhjänä
- 2018: Pahainpäivä
- 2019: Pihlajasatu
- 2019: Tuuliranta